# Lee Katzman
Lee Katzman (* 17. Mai 1928 in Chicago; † 1. August 2013) war ein US-amerikanischer Jazztrompeter (Trompete, Flügelhorn).
Katzman soll schon mit dreizehn Jahren in Nachtclubs in Chicago gespielt haben. Er arbeitete ab 1946 in den Swing-Bands von Bob Strong, Sam Donahue (mit dem er 1947 aufnahm), Claude Thornhill, Gene Krupa, Jimmy Dorsey. Von 1955 bis 1958 war er bei Stan Kenton, 1958 bei Les Brown und 1959 bei Terry Gibbs.
Katzman spielte nicht nur Swing, sondern auch Bebop, mit Dizzy Gillespie als Vorbild.
Er nahm mit Pepper Adams, mit Sonny Stitt, Bill Holman und Mel Lewis, Med Flory, Donahue und Jimmy Rowles auf und unter eigenem Namen mit seinem Quartett (Naptown Reunion, 1982). 1992 veröffentlichte er Lee Katzman meets Supersax bei LK Records (mit Supersax auf vier Titeln, der Rest überwiegend Katzman mit seinem Quartett, zu dem der Pianist Jimmy Rowles gehörte). Er war auf 71 Aufnahme-Sessions zwischen 1947 und 1987 in der Jazz-Diskographie von Tom Lord.

## Lexikalischer Eintrag
- Carlo Bohländer, Karl Heinz Holler, Christian Pfarr: Reclams Jazzführer. 3., neubearbeitete und erweiterte Auflage. Reclam, Stuttgart 1989, ISBN 3-15-010355-X.